# 悔悟
| ウィキペディアには「悔悟」という見出しの百科事典記事はありません（タイトルに「悔悟」を含むページの一覧/「悔悟」で始まるページの一覧）。 代わりにウィクショナリーのページ「悔悟」が役に立つかもしれません。 |